# Heinrich Zimmermann (Entdeckungsreisender)

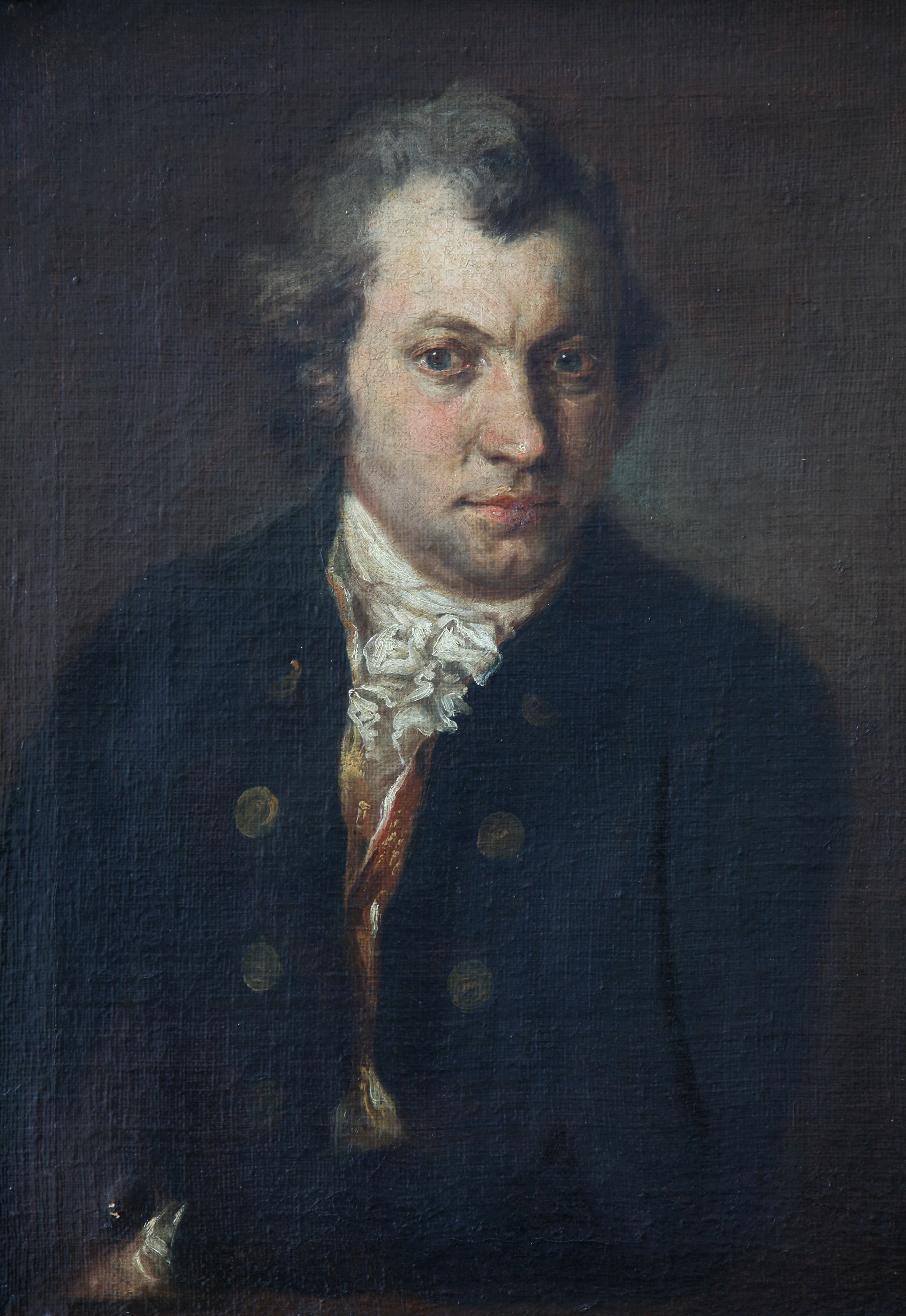
Heinrich Zimmermann, Gemälde von Johann Georg Edlinger

Heinrich Zimmermann (* 25. Dezember 1741 in Wiesloch; † 3. Mai 1805 in Starnberg) nahm an der letzten Reise von James Cook teil.

## Leben
Der gelernte Gürtler Zimmermann verließ seine kurpfälzische Heimat schon früh. Zunächst führte ihn sein Weg nach Genf. Von dort ging er nach Lyon und später nach Paris. Im Jahr 1776 kam er nach London. Dort hörte er von den Vorbereitungen Cooks zu einer neuen Entdeckungsreise, die der Suche nach einer Nordwestpassage von Asien nach Europa galt. Kurzentschlossen heuerte er als Matrose an.
Trotz strengsten Verbots seitens der englischen Admiralität machte sich Zimmermann während der vierjährigen Reise Notizen, die er nach seiner Rückkehr nach Deutschland 1781 unter dem Titel Heinrich Zimmermanns von Wissloch in der Pfalz, Reise um die Welt, mit Capitain Cook veröffentlichte. Wegen des Erfolges des Buches ernannte Kurfürst Karl Theodor Zimmermann zum „Churfürstlichen Leibschiffmeister“.
Im Jahr 1787 begab Zimmermann sich auf eine zweijährige Reise nach Ostasien, auf der er China und Bengalen besuchte.

## Werke
- Heinrich Zimmermanns von Wissloch in der Pfalz, Reise um die Welt, mit Capitain Cook. Mannheim, Schwan, 1781 Digitalisat Staatsbibliothek Bamberg (PDF), Digitalisat Internet Archive – Neuausgaben:
  - Hans Bender (Hrsg.): Heinrich Zimmermanns von Wissloch in der Pfalz, Reise um die Welt, mit Capitain Cook. Edition Erdmann, Stuttgart, 1978, ISBN 3-7711-0290-1
  - Reise um die Welt mit Capitain Cook, Albatross Verl., Düsseldorf, 2001, ISBN 3-491-96017-7